# Indusium griseum
El indusium griseum es una delgada lámina de sustancia gris en contacto con la superficie dorsal del cuerpo calloso que se continúa lateralmente con la sustancia gris del giro cingular.
Contiene dos hileras de fibras orientadas longitudinalmente que se denominan respectivamente estría longitudinal medial y lateral. 
El indusio gris se prolonga a lo largo del rodete del cuerpo calloso como una lámina delicada, el giro fasciolar, que es continuo con el giro dentado.